# BoneCrusher

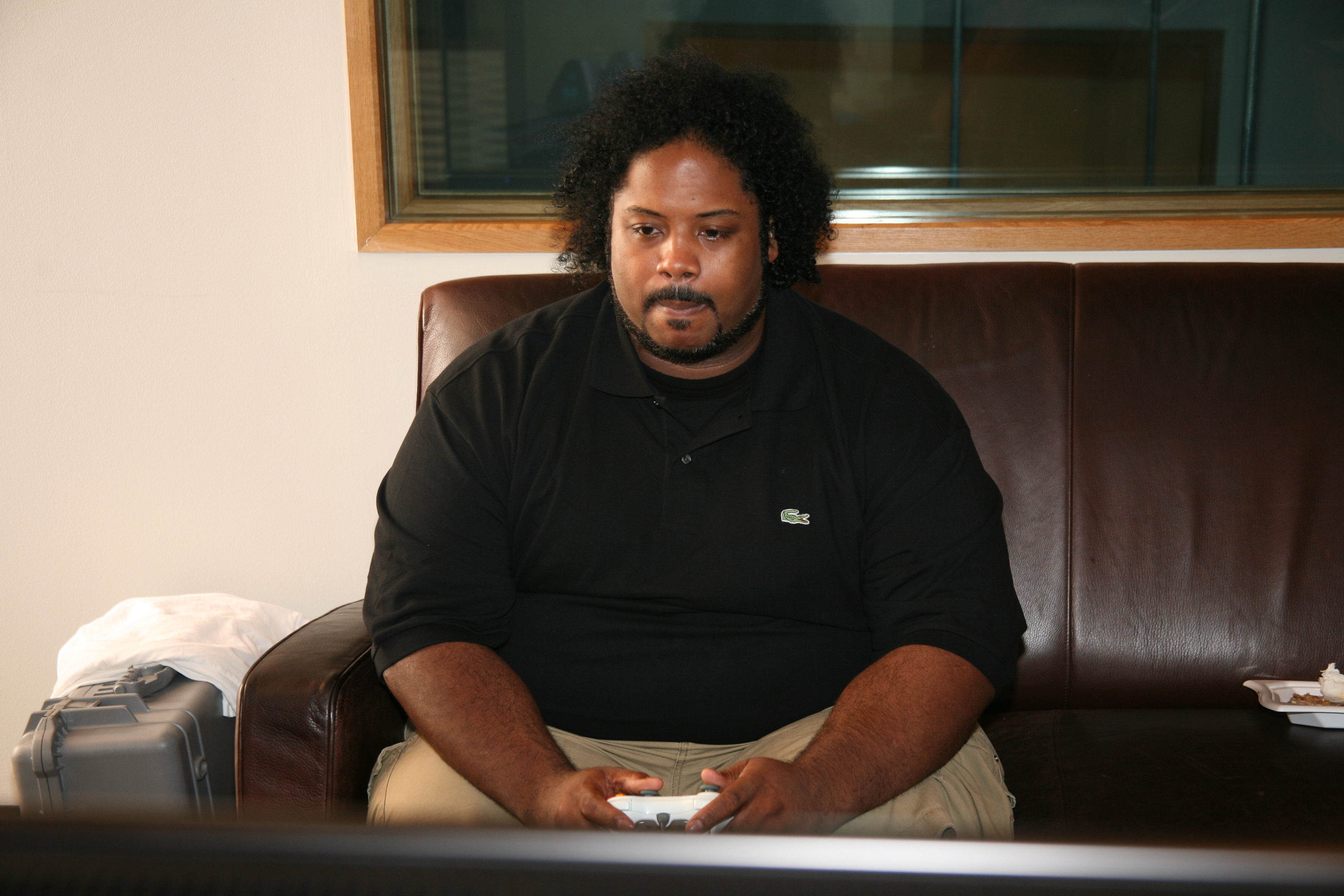
Bone Crusher

Bone Crusher, född Wayne Hardnett 23 augusti 1971 i Atlanta, Georgia, är en amerikansk rappare. Han debuterade 2003 med albumet AttenCHUN! som innehåller hitsingeln "Never Scared". Före solokarriären var Bone Crusher medlem i Lyrical Giants och samarbetade med bland annat Too Short och Erick Sermon. Bone Crusher har även dykt upp på låtar av bland annat Youngbloodz, David Banner, Young Jeezy, Trillville och T-Pain. 2006 släpptes hans andra album Release the Beast.